# Asociación Paralímpica de Botsuana
La Asociación Paralímpica de Botsuana es el comité paralímpico nacional que representa a Botsuana. Esta organización es la responsable de las actividades deportivas paralímpicas en el país. Es miembro del Comité Paralímpico Internacional y del Comité Paralímpico Africano.